# Lasiopogon hasanicus
Lasiopogon hasanicus är en tvåvingeart som beskrevs av Pavel Lehr 1984. Lasiopogon hasanicus ingår i släktet Lasiopogon och familjen rovflugor. Inga underarter finns listade i Catalogue of Life.